# Hans Watzlik
Hans Watzlik (16. prosince 1879 Dolní Dvořiště – 24. listopadu 1948 Tremmelhausen) byl česko-německý spisovatel.

## Život

### Do nástupu nacismu
Hans Watzlik se narodil 16. prosince 1879 v Dolním Dvořišti v rodině místního poštmistra Johanna Watzlika a matky Eleonory. Otec byl později přeložen do Horních Rakous, ale pak zpět do Českých Budějovic, takže své vzdělání Hans Watzlik završil na učitelském ústavu v Českých Budějovicích a v Praze. Poté nastoupil na různá místa na severozápadní Šumavě. Trvalým domovem se mu stalo Nýrsko, kde do září 1925 učil na chlapecké škole. Poté nastoupil dráhu spisovatele na "volné noze".

### Podporovatel nacismu
Již v roce 1925 konstatoval český tisk, že Hans Watzlik působí protičesky. Podobné zmínky je možno nalézt i v jiných českých listech. Později byl členem Henleinovy Sudetoněmecké strany a na podzim 1938 po henleinovském puči ze 13. zář se dočasně usídlil v říši a téhož roku se stal členem NSDAP. 16. června 1939, krátce po vzniku Protektorátu, již vystoupil v přítomnosti K. H. Franka a Konrada Henleina jako řečník na slavnosti Německé university v Praze.

### Po válce
Pro své pronacistické postoje byl krátce po ukončení druhé světové války zatčen a rok vězněn v Klatovech. Jelikož se osobně neangažoval v nacistickém teroru, vyhnul se tvrdšímu trestu. V srpnu 1946 byl z Československa odsunut a 24. listopadu 1948 zemřel v Tremmelhausenu (dnes část Pettendorfu) u Řezna (Regensburg).

## Dílo
Ve své době patřil k oceňovaným autorům. Jeho literární práce čerpá z tradice německého romantismu, života obyvatel Šumavy i jejich slovesnosti. Některé jeho práce byly přeloženy do češtiny. Za román Der Pfarrer von Dornloh (Farář z Dornlohu) dostal Watzlik v roce 1931 Československou státní cenu za německy psanou literaturu.
Napsal román Die Leturner Hütte a libreto k opeře Kranwit skladateleTheodora Veidla.
Watzlik podlehl během 30. let nacistické ideologii, což se projevovalo i v jeho umělecké tvorbě. V nacistickém listu Völkischer Beobachter zveřejníl na 137 prozaických příspěvků a básní a ve svých románech a knihách pro mládež nadšeně velebil Adolfa Hitlera a Třetí říši.

### Česká vydání
- Tři prosy (přeložil František Odvalil, třemi dřevoryty a kresbou vyzdobil Arnošt Hrabal, V Přerově, Bohuslav Durych, 1930)[8]
- Jiřina (Erdmut, podivuhodné dětství děvčátka ze Šumavy, překlad František Odvalil, il. Fritz Loehr, V Praze, Vyšehrad, 1936)
- Weberova romantická cesta (přeložila S. Möcklová, výzdoba knihy Zdeněk Guth, V Praze, Jos. R. Vilímek, 1944)

Během své vlastivědné práce shromáždil řadu lidových pohádek a pověstí. Část z nich se stala základem knihy Příběhy ze staré Šumavy, která byla vydána v letech 1974 a 1995. Antonín Rausch, který je uveden na obalu, je spíš překladatelem a nikoliv autorem v plném slova smyslu.. V roce 1997 vydaná Watzlikova kniha Stizl, skřet Šumavský je na obalu bez uvedení autora.[zdroj?]

## Posmrtná připomínka
- Přes dvacet ulic v Německu (včetně Řezna) nese Watzlikovo jméno.[4]